# Segmento S

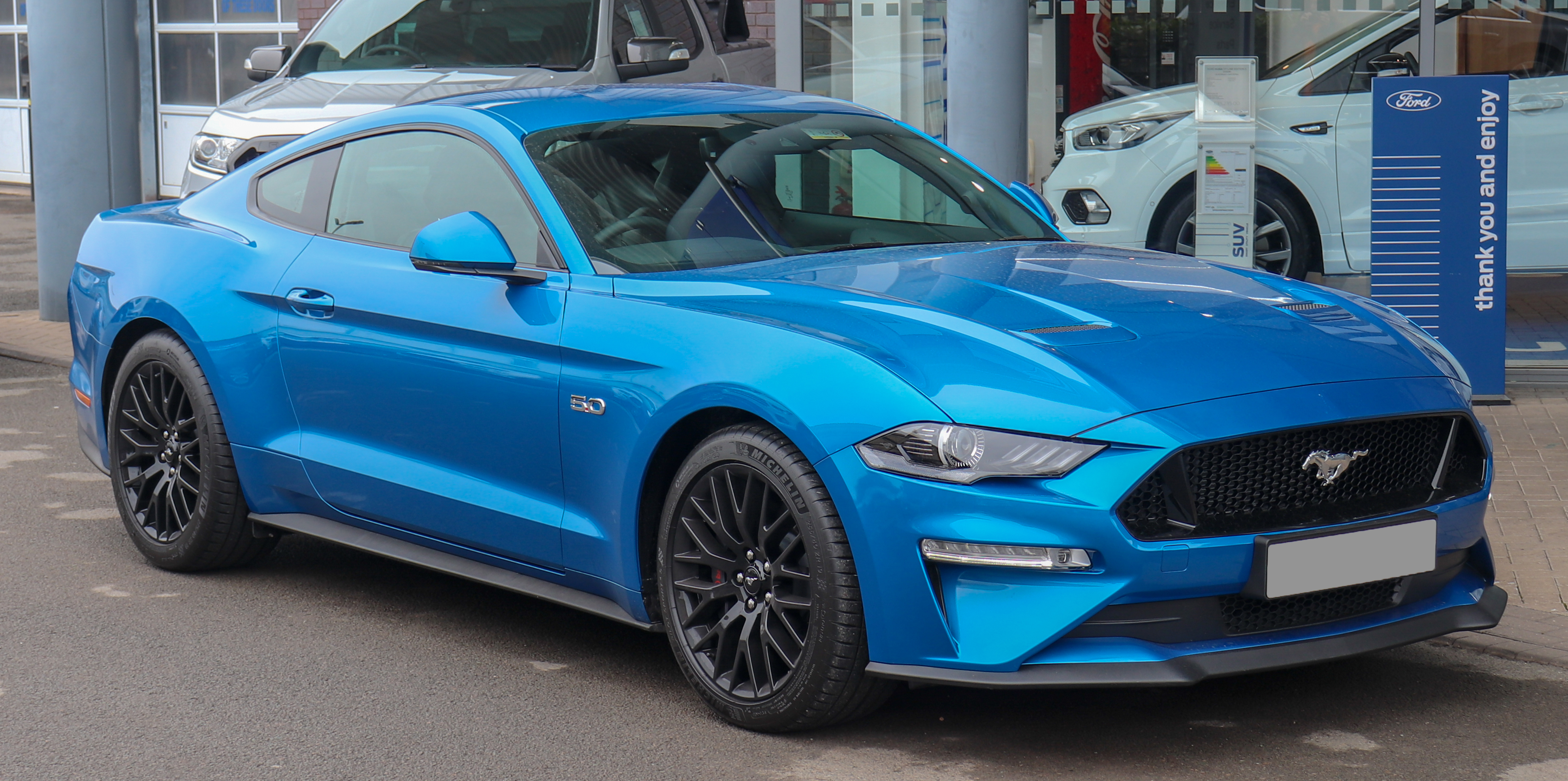
Ford Mustang

El Segmento S (o coches deportivos) es una clasificación automovilística definida por la Comisión Europea. La oferta de este tipo de vehículos en Europa es muy amplia, abarcando desde modelos asequibles como el Mazda MX-5, o el Alfa Romeo GT, hasta superdeportivos como el Ferrari 488 o el Bugatti Chiron.